# تاريخ سورينام
يعود تاريخ سورينام المبكر إلى 3000 قبل الميلاد، عندما سكن الأمريكيون الأصليون المنطقة لأول مرة. استحوذ الهولنديون على سورينام من الإنجليزيين، ويعود تاريخ الاستيطان الأوروبي في المنطقة، بمختلف أعداد المستوطنين، إلى القرن السابع عشر، في مستعمرة زراعية اعتمدت على العبيد في زراعة السكر. مع إلغاء العبودية في أواخر القرن التاسع عشر، سعى المزارعون للحصول على عمال من الصين وماديرا والهند وإندونيسيا، التي احتلها الهولنديون أيضًا. تُعد الهولندية اللغة الرسمية في سورينام، ولكن طورت أيضًا لغة مولدة تُدعى بالسرانان، نظرًا لتنوع سكانها.

## مستوطنة السكان الأصليين
سكنت العديد من الحضارات سورينام منذ آلاف السنين، وقبل الأوروبيين حتى. كان أكبر الشعوب في وقت الاستعمار الأراواك، وهي قبيلة ساحلية من الرحل اعتمد سكانها على الصيد وصيد الأسماك؛ والكاريبيون، المعروفين باسم شعب كالينا. غزا الكاريبيون الأراواك المتواجدين على طول الساحل، وفي منطقة الكاريبي، بواسطة السفن الشراعية. استقر الكاريبيون في غاليبي (Kupali Yumï، والتي تعني «شجرة الأجداد») على مصب نهر ماروينجي؛ كما عاش الأراواك والكاريبيون قبالة المنطقة الساحلية ومنطقة السافانا. وعاشت مجموعات أصغر من الشعوب الأصلية في الغابات المطيرة الداخلية، مثل أكوريو وتيريو ووراو وويانا.

## الاستعمار الأوروبي

### المستوطنات المتفرقة
كان أوائل الأوروبيين الذين قدموا إلى سورينام من المستكشفين الإسبان والتجار الهولنديين الذين زاروا المنطقة وبعض الأجزاء الأخرى من «الساحل البري» في أمريكا الجنوبية. تواجد موقع تجاري هولندي بالقرب من قرية «بارمربو» على نهر سورينام في عام 1613، بينما استولى الإسبان في نفس العام على موقع تجاري هولندي آخر على نهر كورانتين. كانت أولى المحاولات الأوروبية المهمة لاستيطان المنطقة في عام 1630، عندما حاول المستوطنون الإنجليز بقيادة النقيب مارشال تأسيس مستعمرة فيها. زرع سكان المستعمرة التبغ، لكن المشروع فشل ماليًا. يُعتقد ببناء الفرنسيون بؤرةً استيطانيةً بالقرب من مصب نهر سورينام في عام 1640، عندما كان الإنجليز ما يزالون في مارشال كريك.

### الاستعمار الإنجليزي
جهز اللورد ويلوبي، حاكم باربادوس، حملةً لاستيطان مستعمرة سورينام في عام 1650 على نفقته الخاصة، وضمت الحملة سفينةً مع عشرين بندقية وسفينتين صغيرتين محملتين بالمؤونات والمواد اللازمة لإنشاء مستوطنة زراعية. استقر الرائد أنتوني روس هناك باسم اللورد، وذهب بنفسه لتحصينها وتزويدها بالمستلزمات الدفاعية والتجارية بعد ذلك بعامين، من أجل ترسيخ استقرار المستعمرة بشكل أفضل. تألفت المستوطنة من نحو ثلاثين ألف فدان (120 كيلومترًا مربعًا)، إضافةً إلى «فورت ويلوبي» بالقرب من مصب نهر سورينام، والذي تم إنشاؤه عبر توسيع البؤرة الاستيطانية الفرنسية المهجورة. قام الهنود الأصليون وثلاثة آلاف عبد أفريقي بمعظم العمل في خمسين مزرعة، أو نحو ذلك، في عام 1663. جذبت الحرية الدينية التي منحها الإنجليز لجميع المستوطنين نحو ألف مستوطن أبيض وبعض اليهود البرازيليين.[بحاجة لمصدر]

### الاستعمار الهولندي
غزت سبع سفن هولندية (من منطقة زيلند) المستوطنة، بقيادة أبراهام كريجنسن، في 26 فبراير 1667. واستولى الهولنديون على فورت ويلوبي في اليوم التالي بعد معركة استمرت ثلاث ساعات، وأعيدت تسميته بحصن زيلند. وقع الإنجليز والهولنديون على معاهدة بريدا في 31 يوليو 1667، والتي تم فيها الالتزام بالوضع الراهن في ذلك الوقت؛ الذي سمح للهولنديين بالاستمرار في احتلال سورينام، مع استعمار الإنجليز للمستعمرة الهولندية المعروفة سابقًا بنيو أمستردام (التي تُعرف اليوم بنيويورك). اعتُرف بهذا الترتيب رسميًا في معاهدة وستمنستر لعام 1674، بعد أن استعاد الإنجليز سورينام وفقدوها مرةً أخرى في عام 1667. أُنشئ مجتمع سورينام في عام 1683، الذي تبنى أفكار جان بابتيست كولبير لإدارة مستعمرة الجمهورية الهولندية والدفاع عنها. شارك ثلاثة أطراف في الجمعية، وكان لكل منهم نصيب متساو من مسؤوليات الجمعية وأرباحها؛ مدينة أمستردام، وعائلة فان أيرسين فان سوميلسديجك، وشركة الهند الغربية الهولندية. لم تتمكن عائلة فان أيرسين من بيع حصتها حتى عام 1770. وانتهت الجمعية في عام 1795 عندما لم يعد من المقبول الاستمرار في هذا النوع من التجارة والأعمال.

### القرن العشرين
جرت الاستفادة من الموارد الطبيعية لسورينام، بما فيها المطاط الطبيعي والذهب والبوكسيت، في القرن العشرين. طالبت شركة ألكوا الأمريكية بمساحة كبيرة في سورينام حيث تم العثور على البوكسيت، الذي يمكن من خلاله صنع الألومنيوم. وبسبب معاهدات السلام مع شعب المارون، والتي أدت إلى حصولهم على حق ملكية الأراضي، برز العديد من القضايا التي ألغت حق حكومة سورينام في تحقيق هذه المطالبات (بمعنى الحق في الاستيلاء على هذه الأراضي وتجاهل الحكم الذاتي فيها) في المحاكم الدولية. واحتلت الولايات المتحدة غيانا الهولندية لحماية مناجم البوكسيت، بموجب اتفاقية مع الحكومة الهولندية في المنفى في 23 نوفمبر 1941.

## إنهاء الاستعمار
أجريت أول انتخابات متكاملة في عام 1948، وانتخب يوليوس سيزار دو ميراندا أول رئيس وزراء لسورينام. وباعتباره عضوًا في الدول الاستعمارية، انتقد دو ميراندا الحاكم كيلسترا ودافع عن إنهاء الخضوع لوزارة المستعمرات.
حصلت سورينام على حكمها الذاتي في عام 1954، مع احتفاظ هولندا بالسيطرة على شؤون الدفاع والشؤون الخارجية. وأصبحت فيما بعد واحدةً من ثلاث دول، بما فيها جزر الأنتيل الهولندية وهولندا، موحدةً في مملكة واحدة، مملكة هولندا.